# أوبرأميرغاو
أوبراميرغاوهي بلدة في منطقة جارمش بارتنكيرشن في بافاريا، ألمانيا. تشتهر المدينة الصغيرة الواقعة على نهر يمر بنحاتاتها الخشبية والمنحوتات الخشبية بمدرسة الناتو التابعة لها، وحول العالم لتقليدها الممتد 380 عامًا في تصاعد مسرحيات العاطفة.

## تاريخ

### تلعب العاطفة
تم عرض مسرحية أوبراميرغاو العاطفية لأول مرة في عام 1634. وفقًا للأسطورة المحلية، يتم أداء المسرحية كل عشر سنوات بسبب تعهد سكان القرية بأنه إذا أعطاهم الله آثار الطاعون الدبلي ثم اجتياح المنطقة، سيتم أداء مسرحية عاطفية كل عشر سنوات. يُزعم أن رجلاً عاد إلى المدينة لقضاء عيد الميلاد أحضر الطاعون معه عن طريق الصدفة. يُزعم أن الرجل مات من الطاعون وبدأ ينتشر في جميع أنحاء أوبراميرغاو. بعد التعهد، وفقًا للتقاليد لم يمت أي ساكن آخر من المدينة بسبب الطاعون. يقال إن جميع أفراد البلدة الذين ما زالوا يعانون من الطاعون قد تعافوا. 
تُؤدى المسرحية الآن في سنوات تنتهي بصفر، وكذلك في عام 1934 الذي صادف الذكرى 300 عام و 1984 الذي يوافق الذكرى 350 (على الرغم من تأجيل أداء عام 1920 إلى عام 1922 بسبب الظروف الاقتصادية ما بعد الحرب، وتم إلغاء أداء عام 1940 بسبب اندلاع الحرب العالمية الثانية عام 1939). تم تأجيل مسرحية 2020 إلى عام 2022 بسبب تفشي فيروس كورونا. يشارك فيه أكثر من 2000 ممثل ومغني وعازف على الآلات والفنيين، وجميعهم من سكان القرية.

## جغرافية

### إعصار اللسان
يظهر اسم القرية (بالإضافة إلى اسم أونتيراميرغاو المجاورة) في لغة ألمانية معروفة جيدًا، وغالبًا ما تُغنى على شكل جولة:
- الألمانية: اليوم سيأتي هانز إلي / يسعدني ليز / ولكن ما إذا كان قد جاء عبر أوبراميرغاو / أو عبر أونتراميرغا/ لا على الإطلاق / هذا غير مؤكد!
- اللغة الإنجليزية: سيأتي هانز ويرافقني / يفرح بالأكاذيب / إذا جاء عن طريق أوبراميرغاو / أو عن طريق أونتراميرغاو، / أو إذا جاء على الفور ، / فهذا غير مؤكد!

## صناعة

### السياحة
شارك حوالي نصف سكان أوبراميرغاو في مسرحية العاطفة مرة كل عقد في عام 2010.
قام أكثر من 2000 قروي بأداء قصة آلام المسيح للجمهور من جميع أنحاء العالم. كان هذا مشروعًا مجتمعيًا كثيف العمالة، حيث يمكن فقط لأبناء القرية المشاركة. أقيمت العروض بين منتصف مايو وأوائل أكتوبر.
المسرحية لها تأثير اقتصادي كبير على أوبراميرغاو، هناك تعبير محلي «العاطفة تدفع» («مسرحية العاطفة سوف تدفع ثمنه») في شرح كيف قام مجتمع أوبراميرغاو بتمويل بناء حمام سباحة مجتمعي ومركز مجتمعي وغير ذلك من التحسينات المعيشية. منذ عام 1930 تراوح عدد الزوار من 420.000 إلى 530.000. تُباع معظم التذاكر كجزء من باقة الإقامة لمدة ليلة أو ليلتين.

### فن تقليدي
تُعرف القرية أيضًا بأنها موطن تقليد طويل في نحت الخشب؛ تقع مدرسة ولاية بافاريا لنحت الخشب هناك. ومن بين الطلاب السابقين المشهورين الفنان الألماني ولفرام أيشيل. يمكن رؤية طاقم الكنيسة الموكب الذي يصور المسيح على حمار في كنيسة القديس بطرس والقديس بولس. تعد شوارع وسط أوبراميرغاو موطنًا لعشرات من متاجر حفر الأخشاب كذلك مع قطع تتراوح من الموضوعات الدينية إلى الألعاب إلى الصور الشخصية الفكاهية.
تشتهر مدينة أوبراميرغاو أيضًا بلوحاتها الجصية «اللوحات الجوية» أو اللوحات الجصية ذات السمات البافارية التقليدية أو الحكايات الخيالية أو المشاهد الدينية أو ترومبي لويل المعمارية الموجودة في العديد من المنازل والمباني. اللوحات الجوية شائع في بافاريا العليا ويمكن اشتقاق اسمها من منزل أوبراميرغاو المسمى بالهواء ، والذي كان موطنًا لرسام الواجهة فرانز سيراف زوينك (1748-1792).
تشتهر القرية أيضًا بفنها الديني. تمثال خشبي لسيدة الرحلة الطيبة من أوبراميرغاو يقف في ضريح الميناء البحري في بوسطن ، ماساتشوستس.

## المواصلات
تقع أوبراميرغاو بالقرب من الطريق السريع، وهو جزء من طريق جبال الألب الألماني . محطة سكة الحديد ذات المنصة الواحدة أحادية المسار هي محطة سكة حديد أميرجاو. عدة مصاعد هوائية تتسلق الجبال القريبة.

## جيش
تم إنشاء معسكرات كونراد فون هوتزيندورف شرق القرية في 1935-1937 كقاعدة لفصل الإشارات (مفرزة ماونتين إنتليجنس) من لواء الجبل. في أكتوبر 1943،  استحلت شركة ميسرشميت على الثكنات كموقع للبحث والتطوير. 37 كيلومتر (23 ميل) من الأنفاق في جبل لابير المجاور لمرافق إنتاج المحركات، كما تم الاستيلاء على فندق للرياضات الشتوية. إجمالاً، كان لدى ميسرشميت 500 موظف / موظفة في قسم التصميم وحوالي 1300 آخرين في المصنع. في نهاية الحرب العالمية الثانية، تمت زيارة قسم التصميم في ميسرشميت من قبل البعثات العلمية الأمريكية والبريطانية وايضا من قبل فرق بيلل (الذين مكثوا لمدة خمسة أسابيع) ودي هافيلاند. من بين الموظفين الألمان الذين قابلتهم فيدين ووولدمار فوجيت وايضا كبير مصممي هانس جي هورنونغ
بعد الحرب، احتل الأمريكيون القصر، وأعادوا تسميته هوكينز باراكس وجعلوه المنشأة الأساسية لمدرسة الجيش الأمريكي في أوروبا. على مدى العقود الثلاثة التالية، كانت توجد مدارس في تخصصات تتراوح من الشرطة العسكرية إلى التعامل مع الأسلحة النووية هناك. عادت القاعدة إلى سيطرة الجيش الألماني واسمها الأصلي في عام 1974.
تقع مدرسة الناتو، التي كانت تُعرف سابقًا باسم مدرسة أنظمة الأسلحة التابعة لحلف الناتو، وهي مرفق التدريب والتعليم الرئيسي للحلف على المستوى التشغيلي في ثكنات هوتزيندورف منذ عام 1953.

## صالة العرض

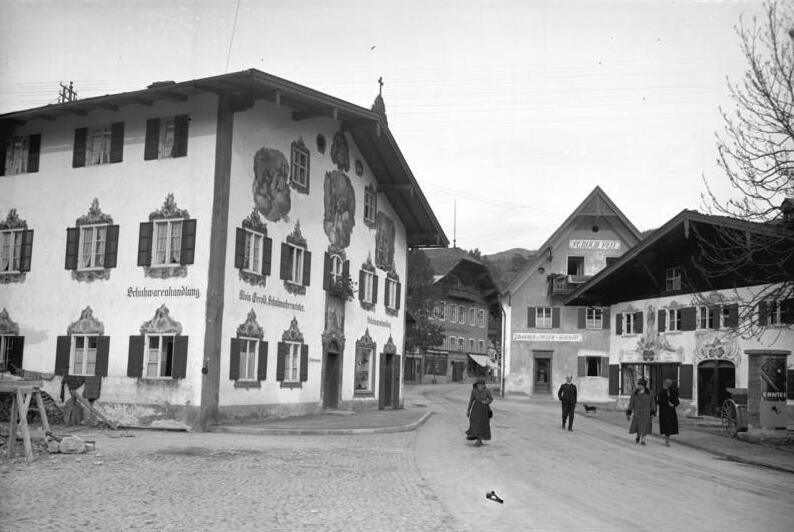
منظر لشارع في أوبراميرغاو ، مارس 1930
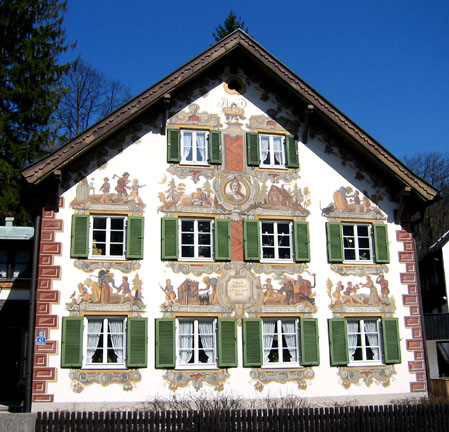
مثال لتزيين منازل Lüftlmalerei في أوبراميرغاو
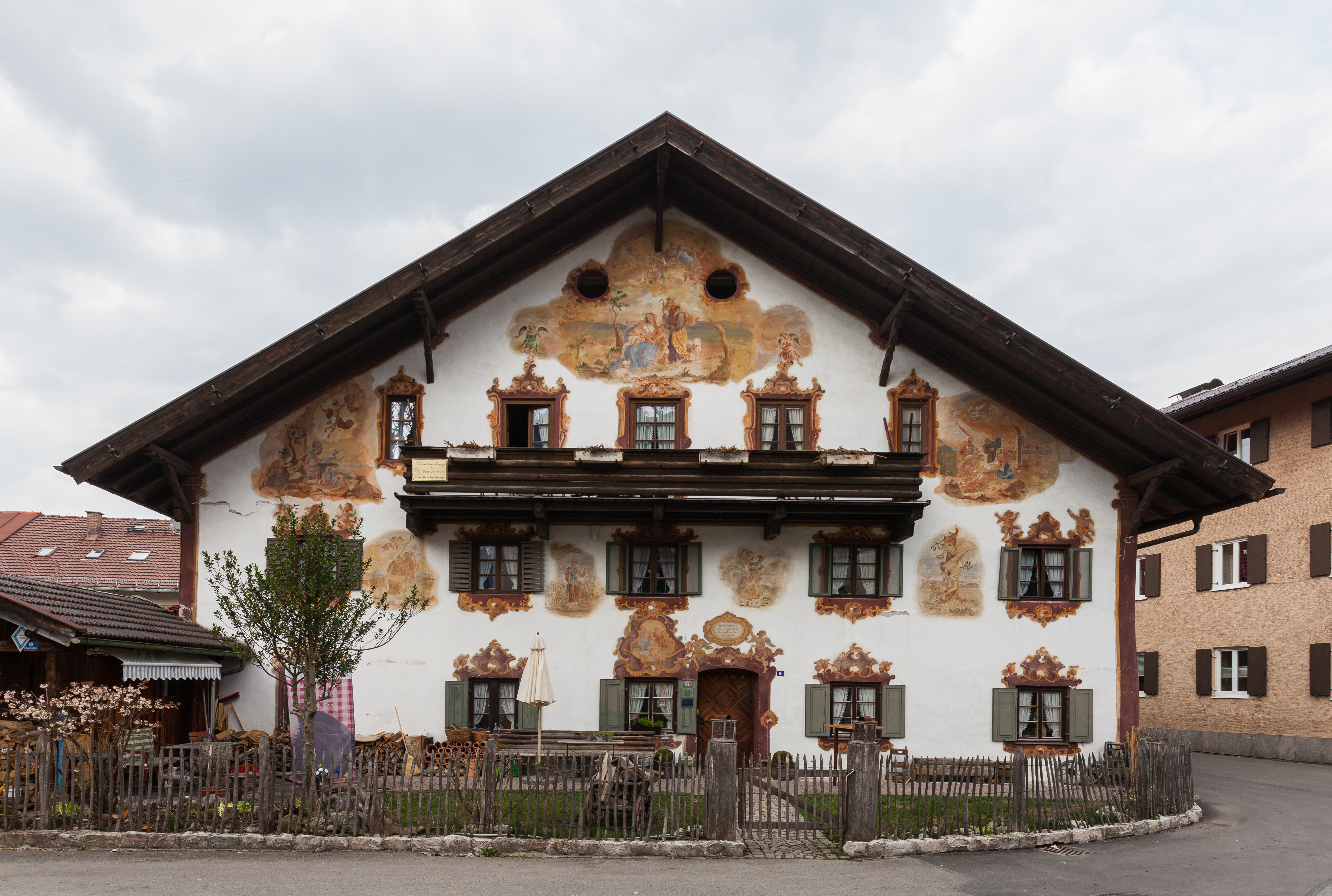
مثال لتزيين منازل Lüftlmalerei في أوبراميرغاو
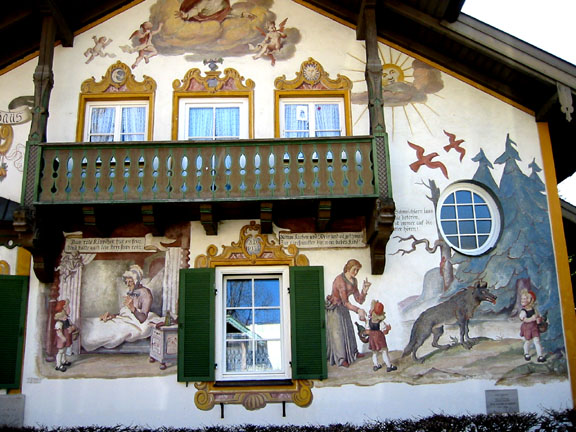
مشهد للغطاء الأحمر وهو يزين منزلاً في أوبراميرغاو
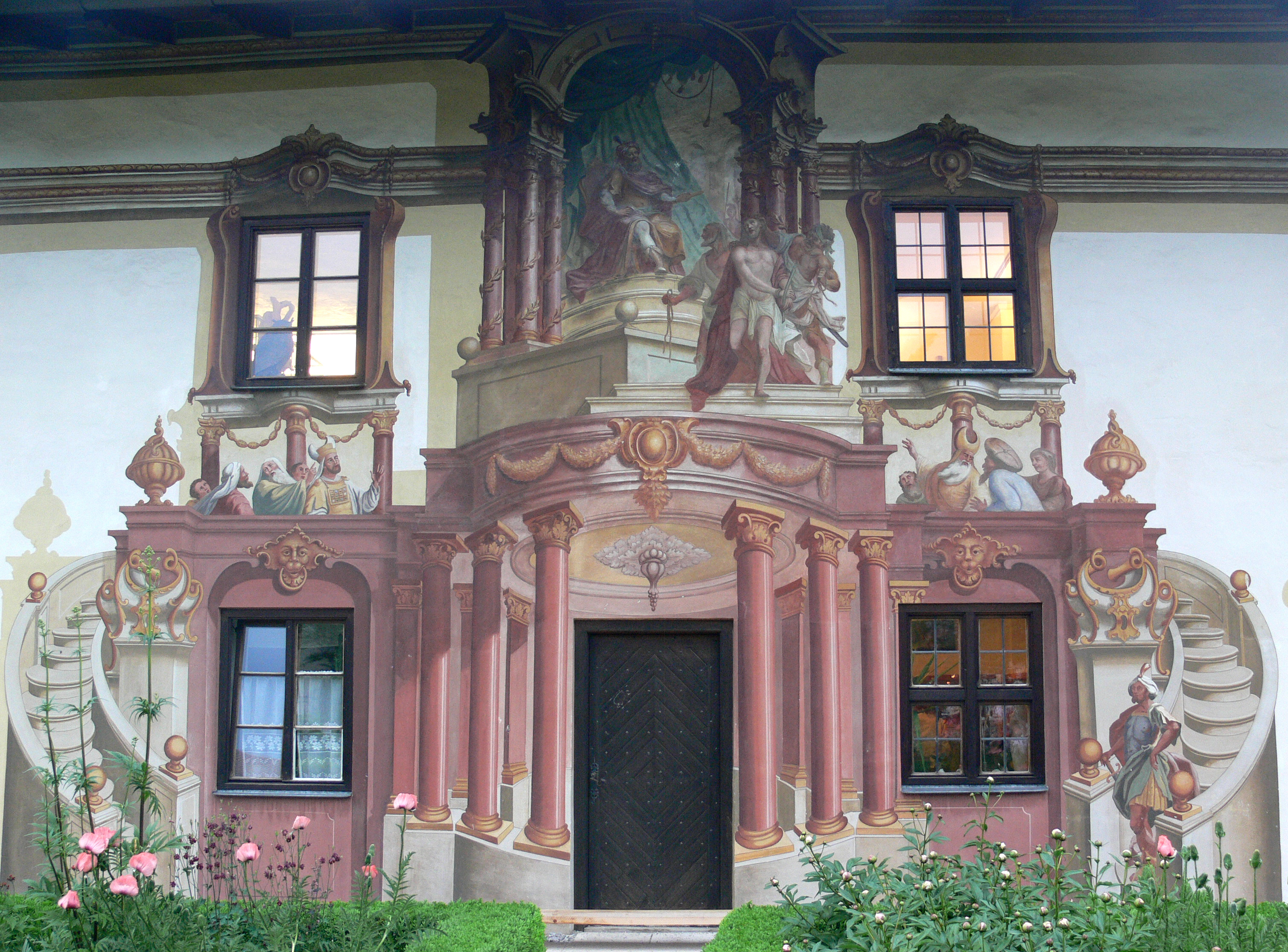
Lüftlmalerei تزين واجهة Pilatushaus
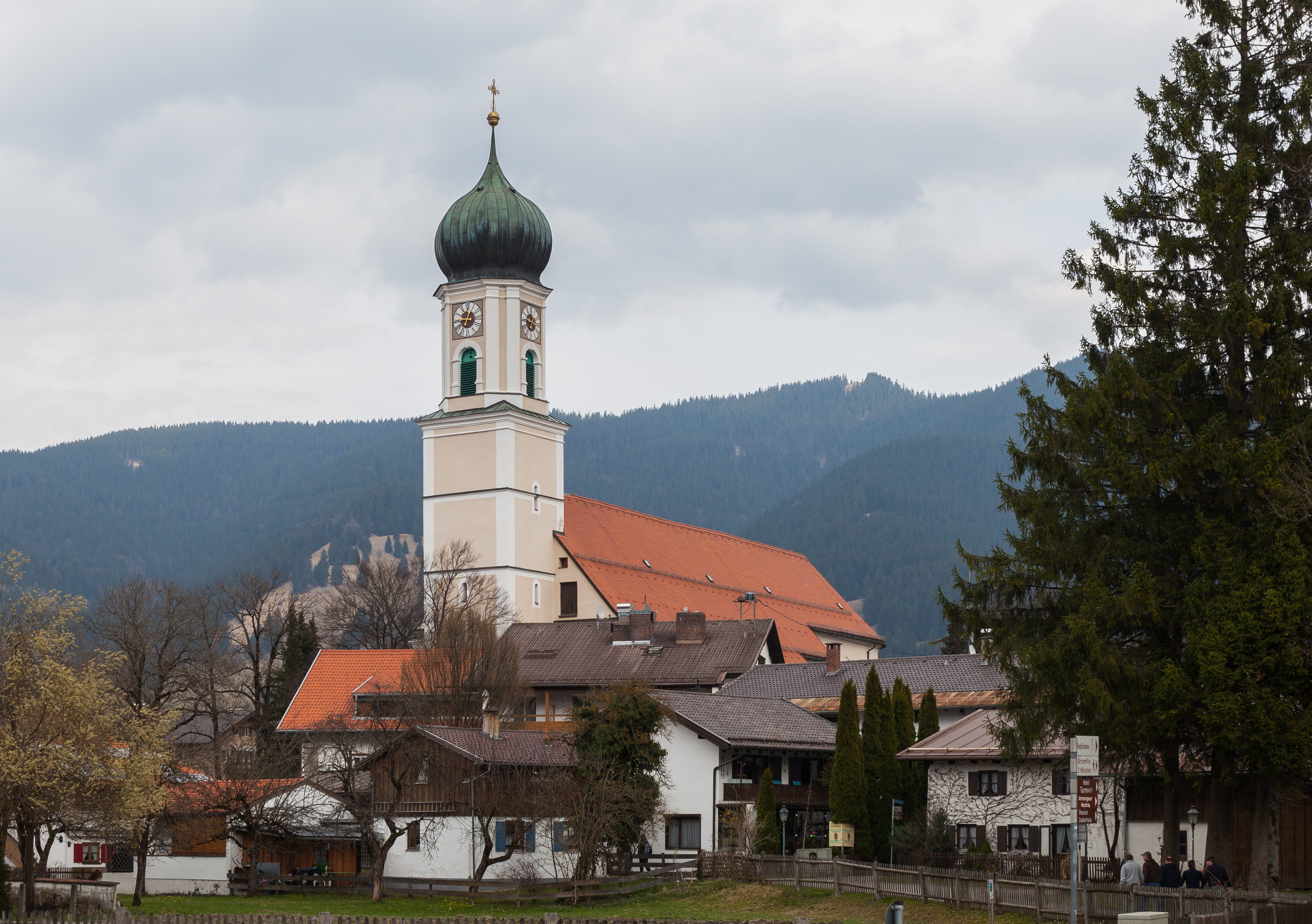
كنيسة رعية القديس بطرس وبولس
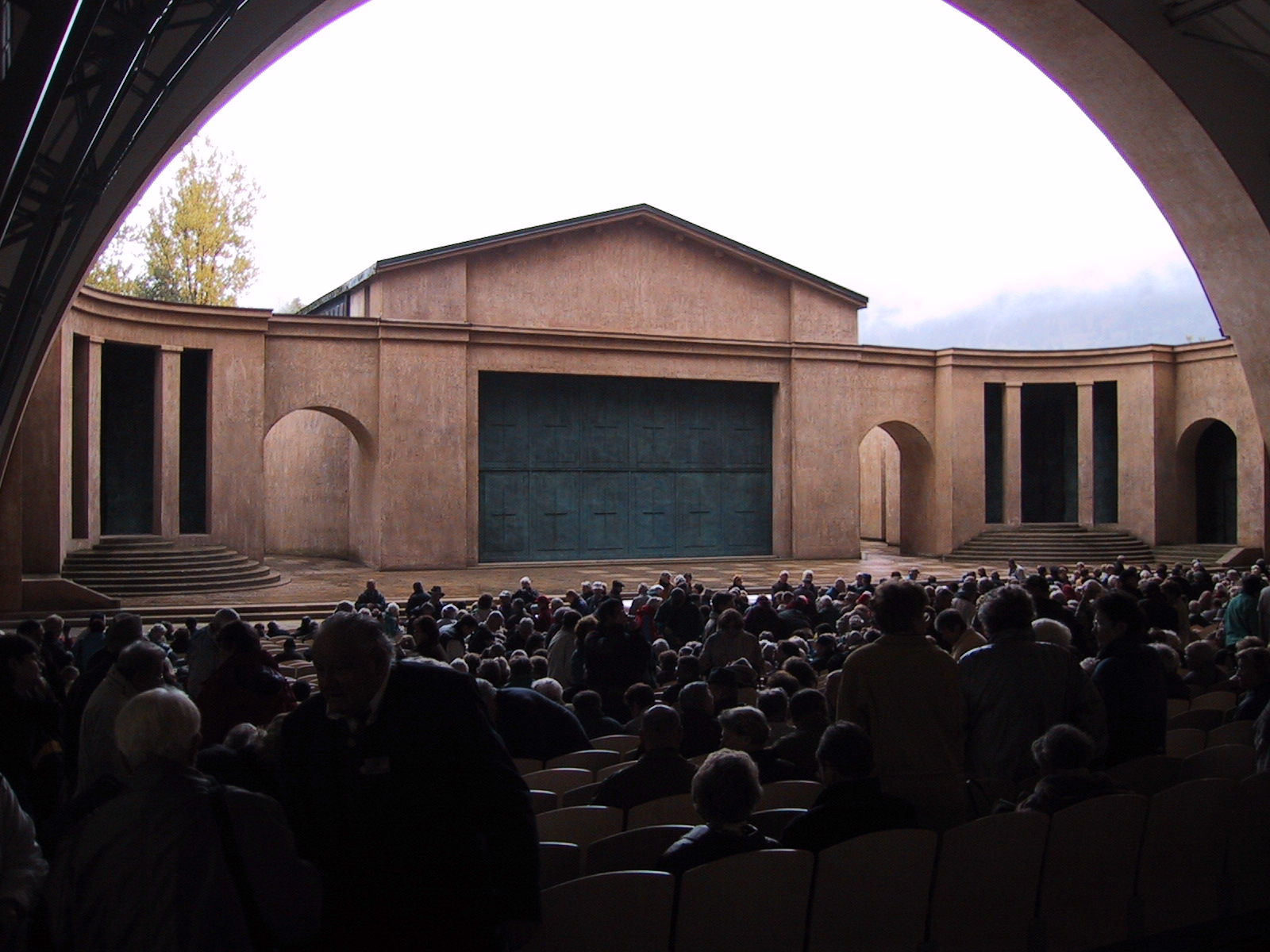
مرحلة Passionspielhaus (2000)
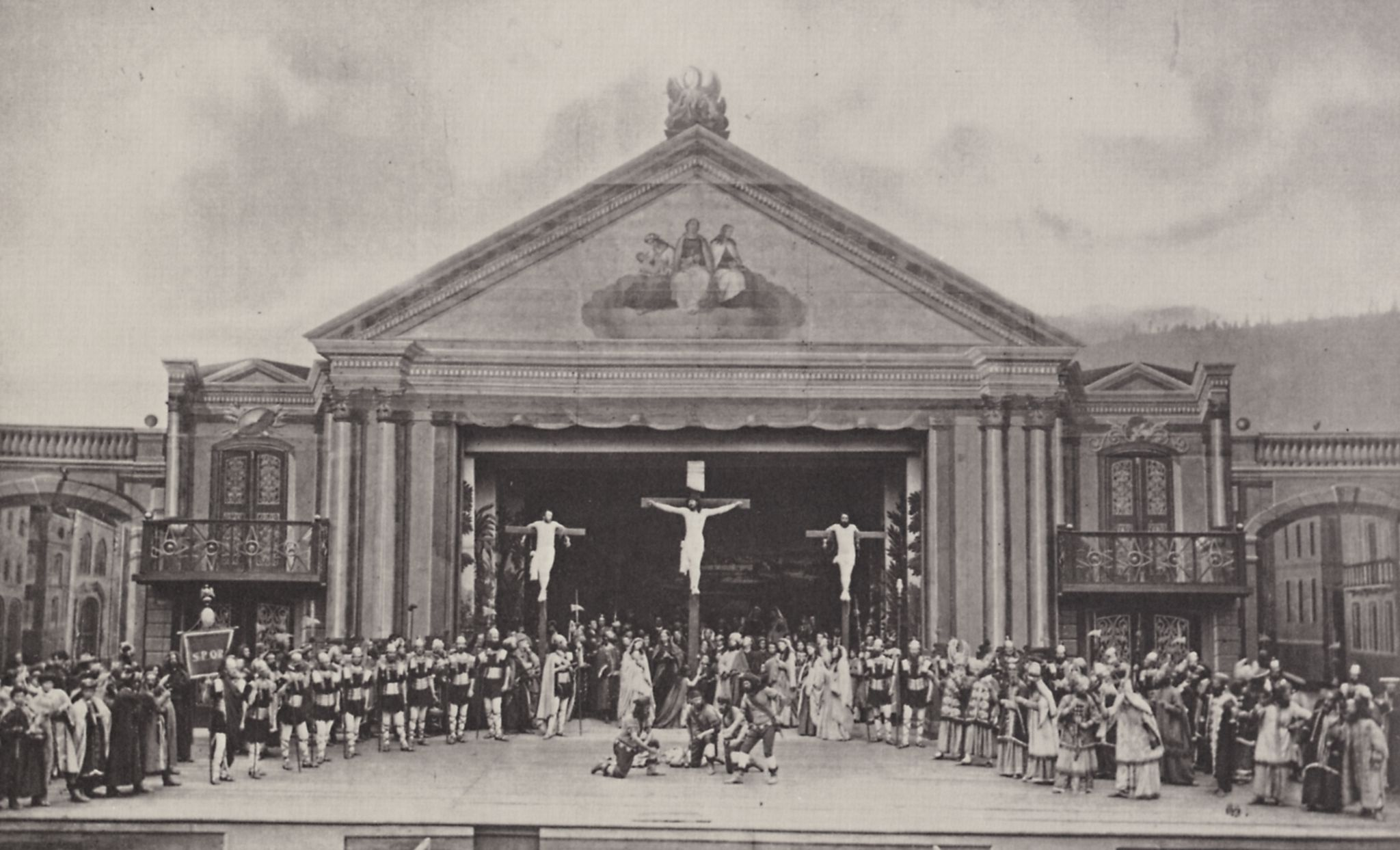
مشهد صلب من مسرحية العاطفة عام 1870
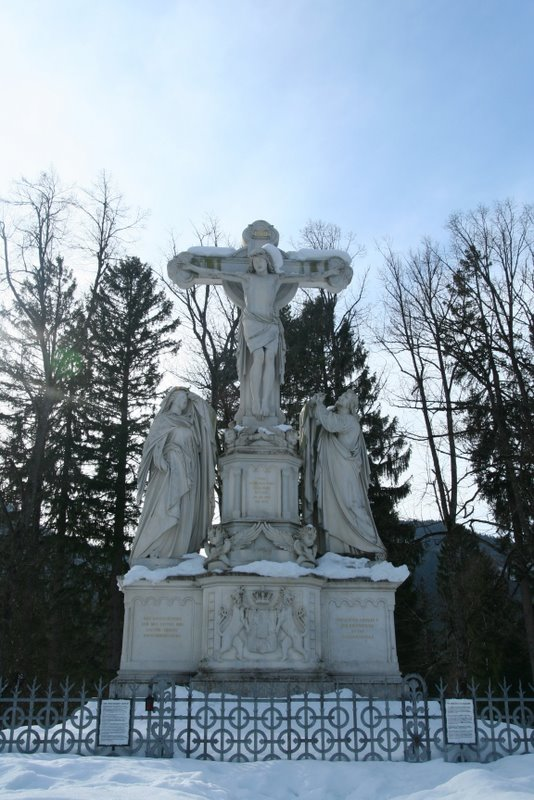
The Kreuzigungsgruppe
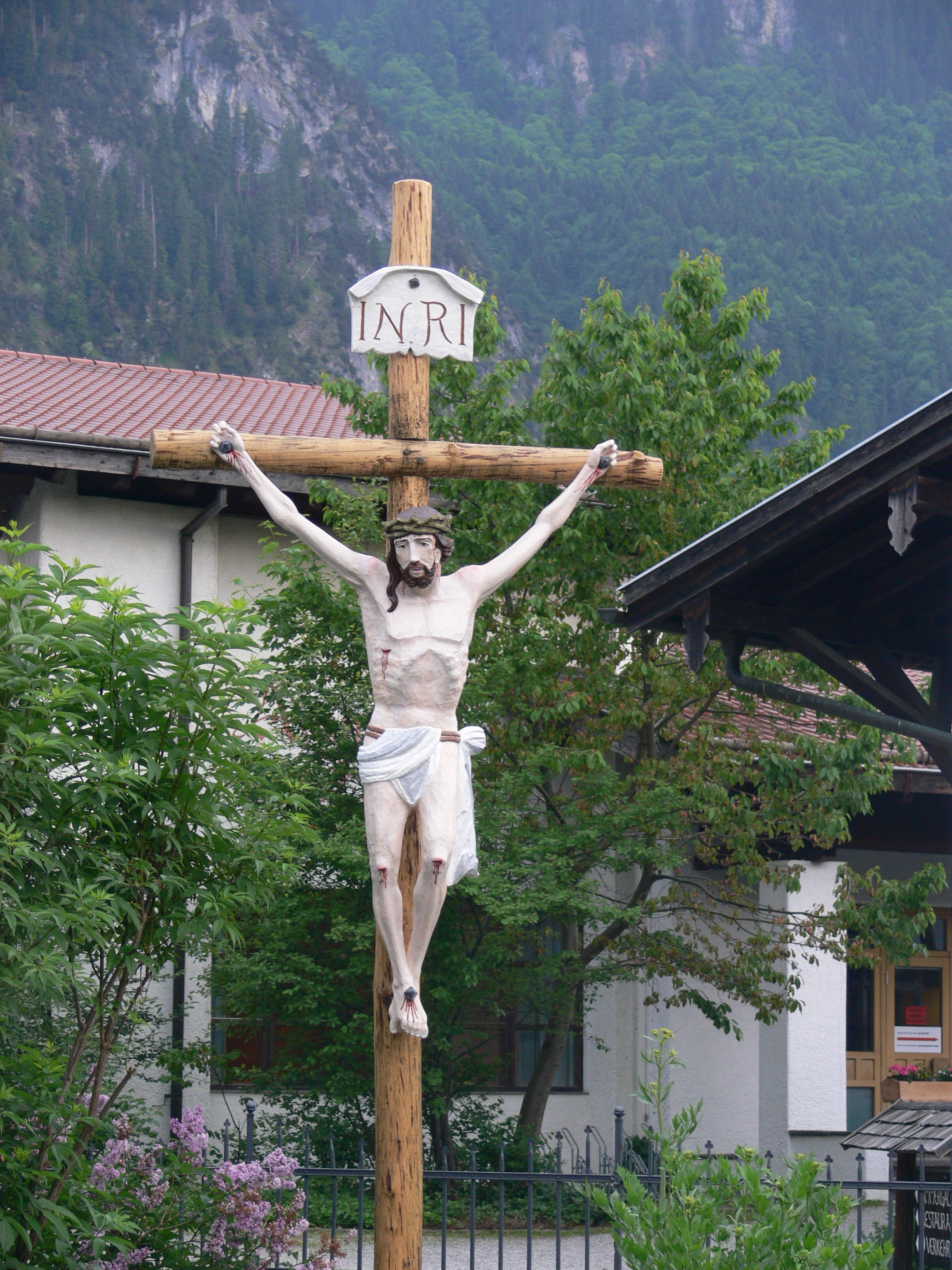
صليب تقليدي بجانب بيلاتوسهاوس
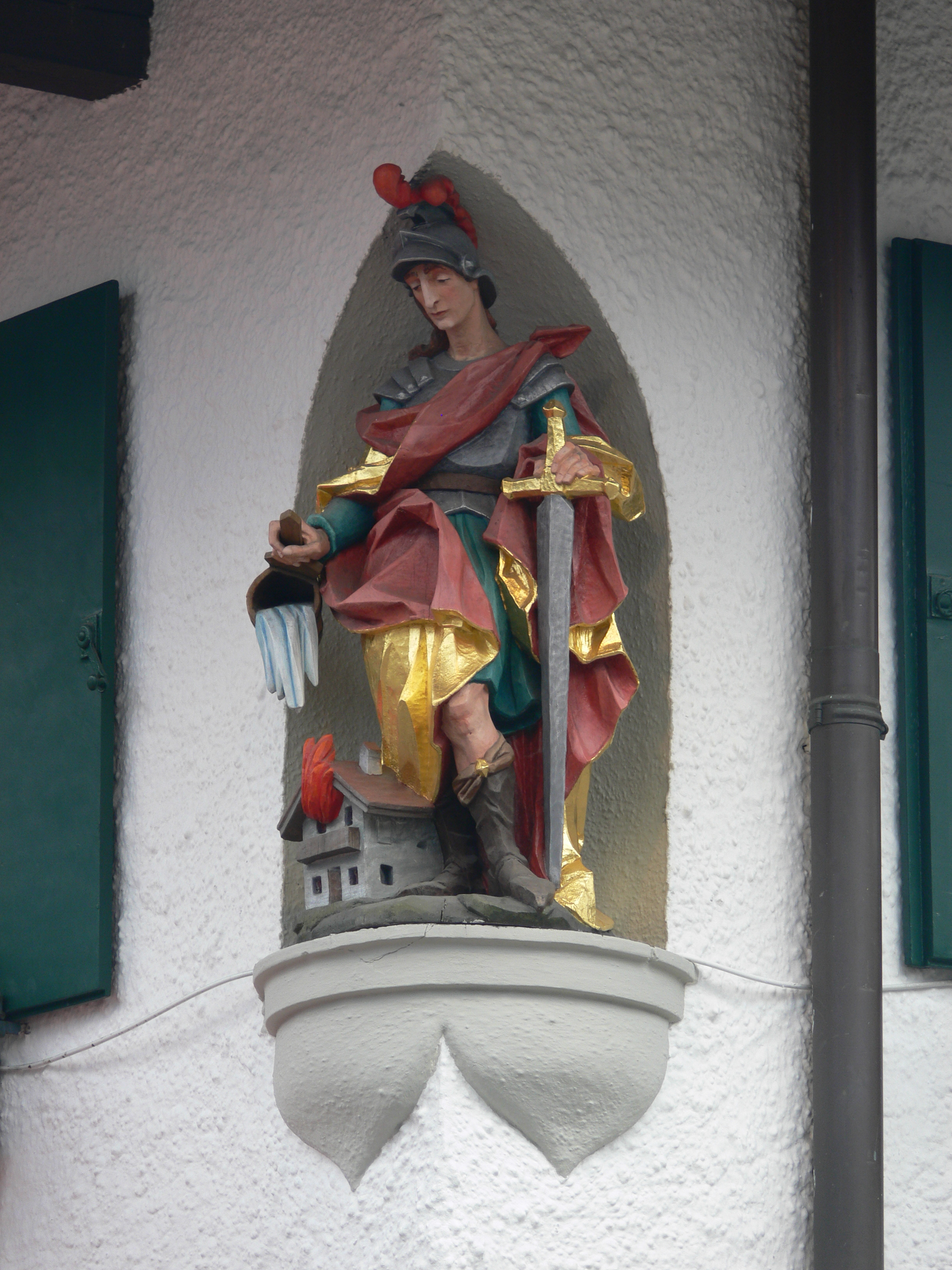
نحت الخشب في سانت فلوريان
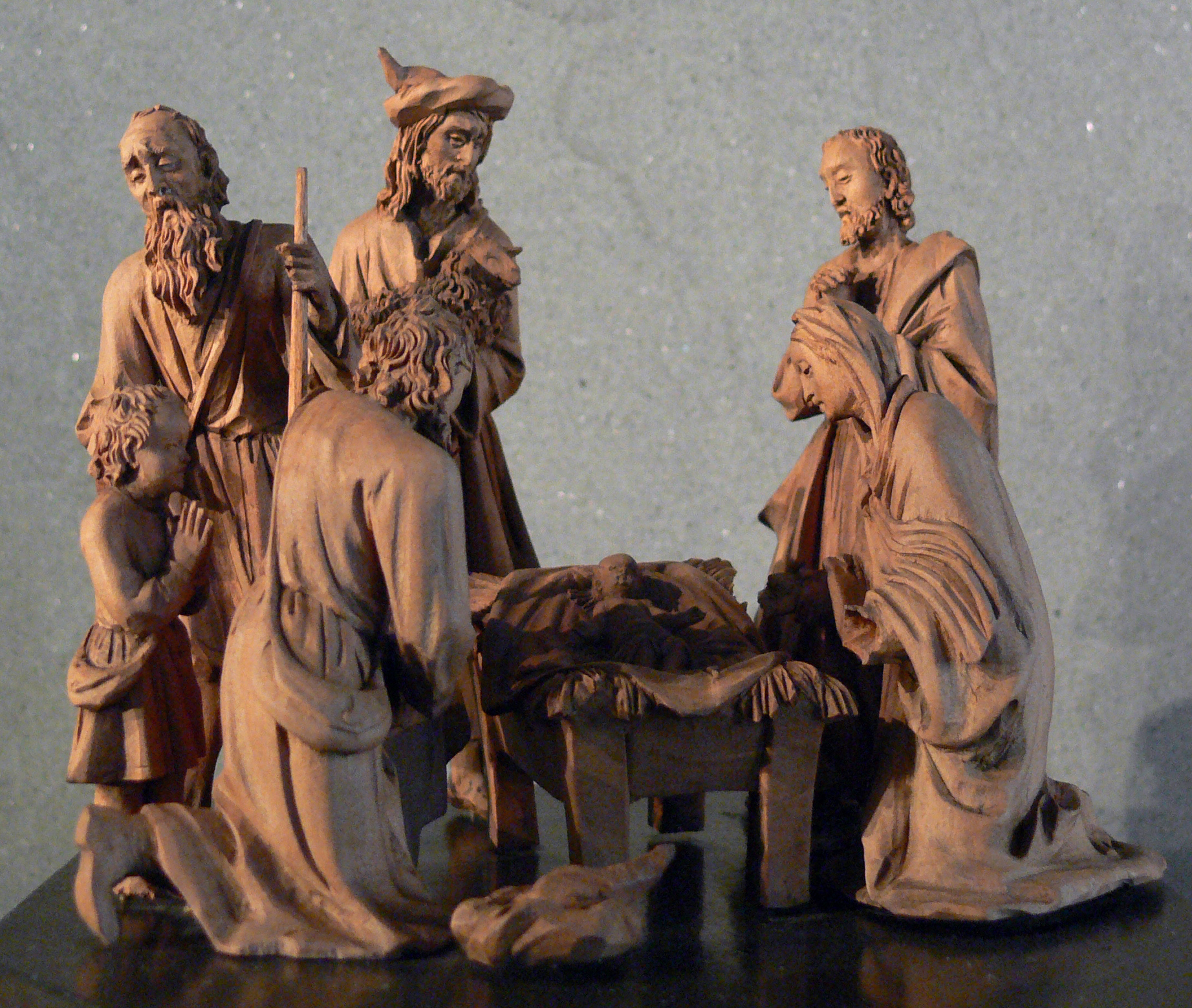
مجموعة المهد ، كاليفورنيا. 1840
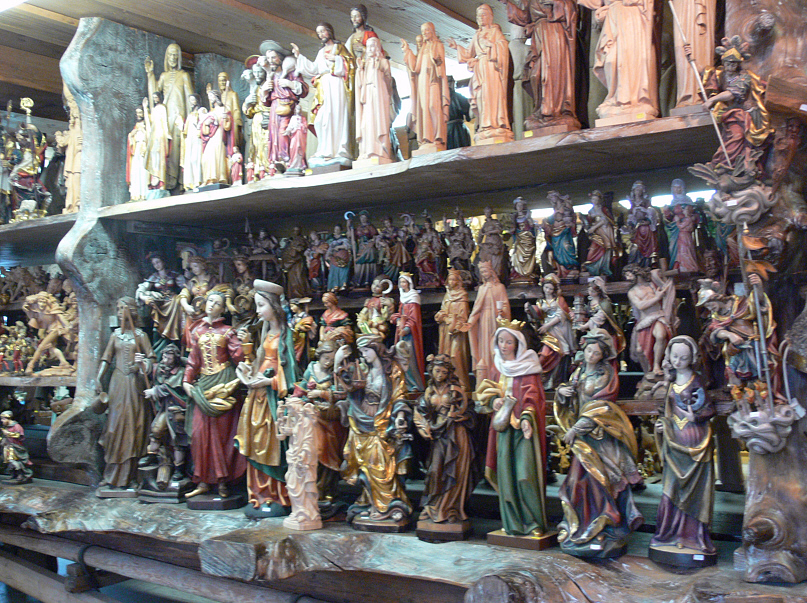
منحوتات خشبية للبيع
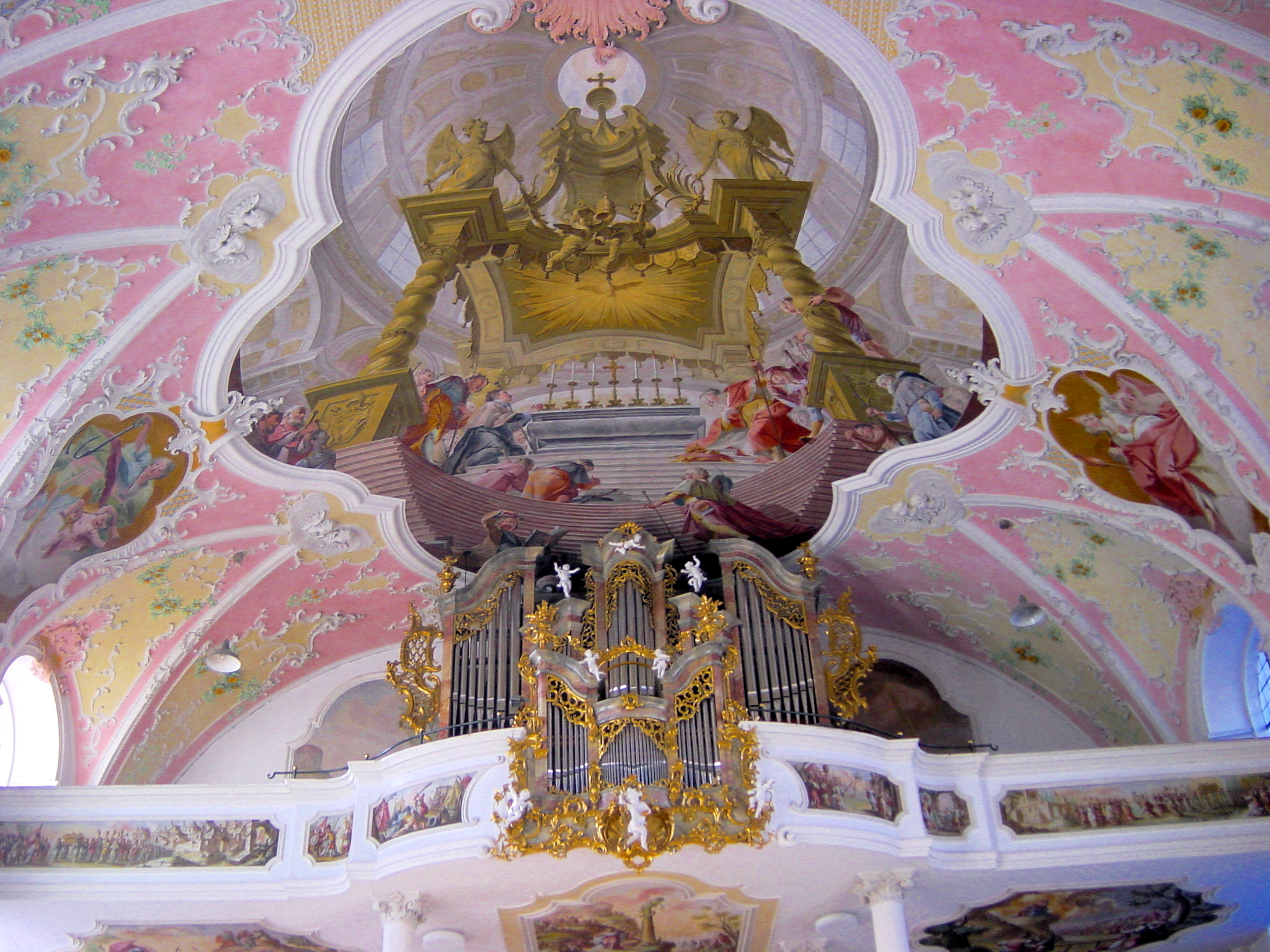
كنيسة الرعية: معرض الجهاز
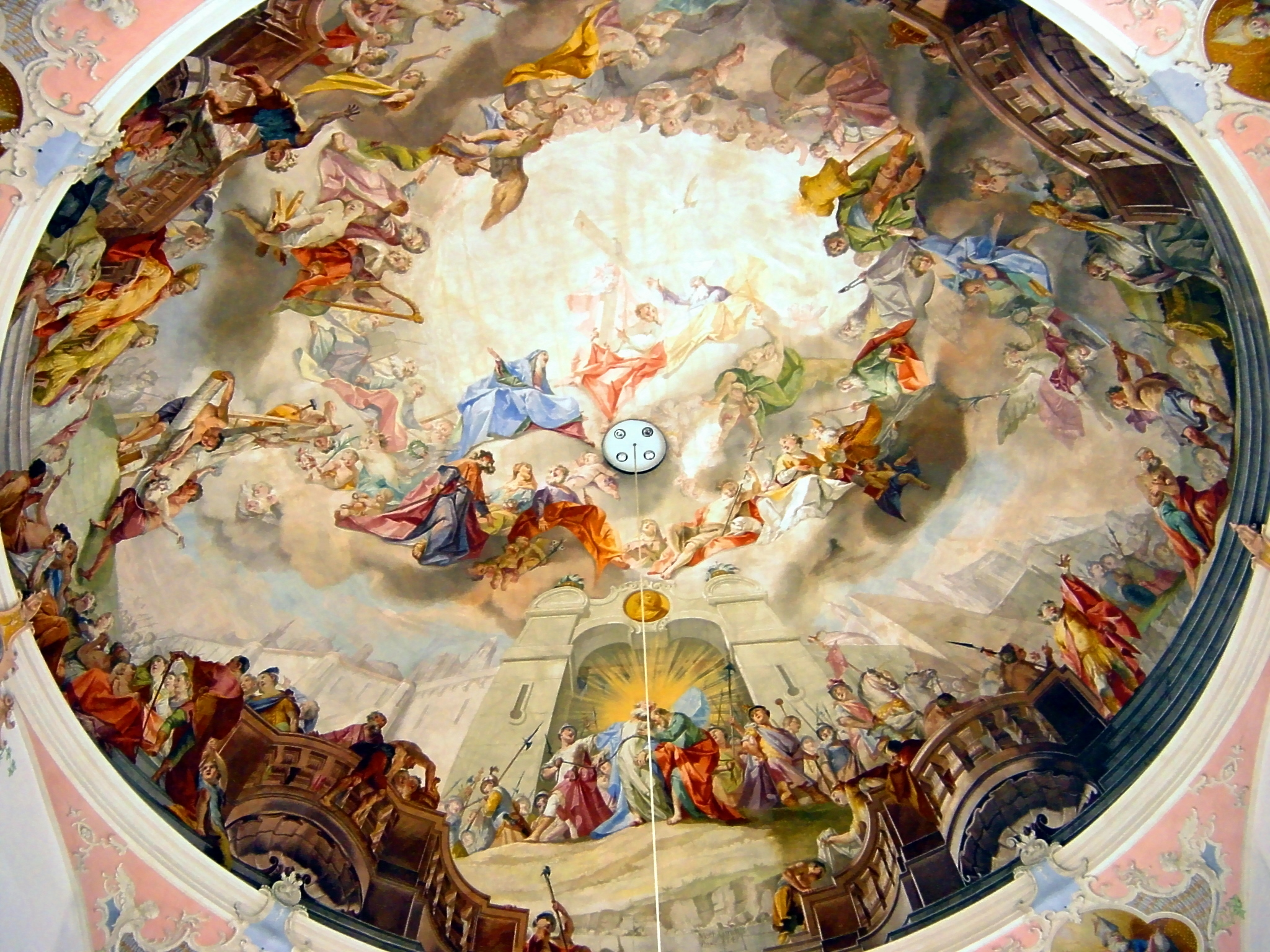
كنيسة الرعية: قبة
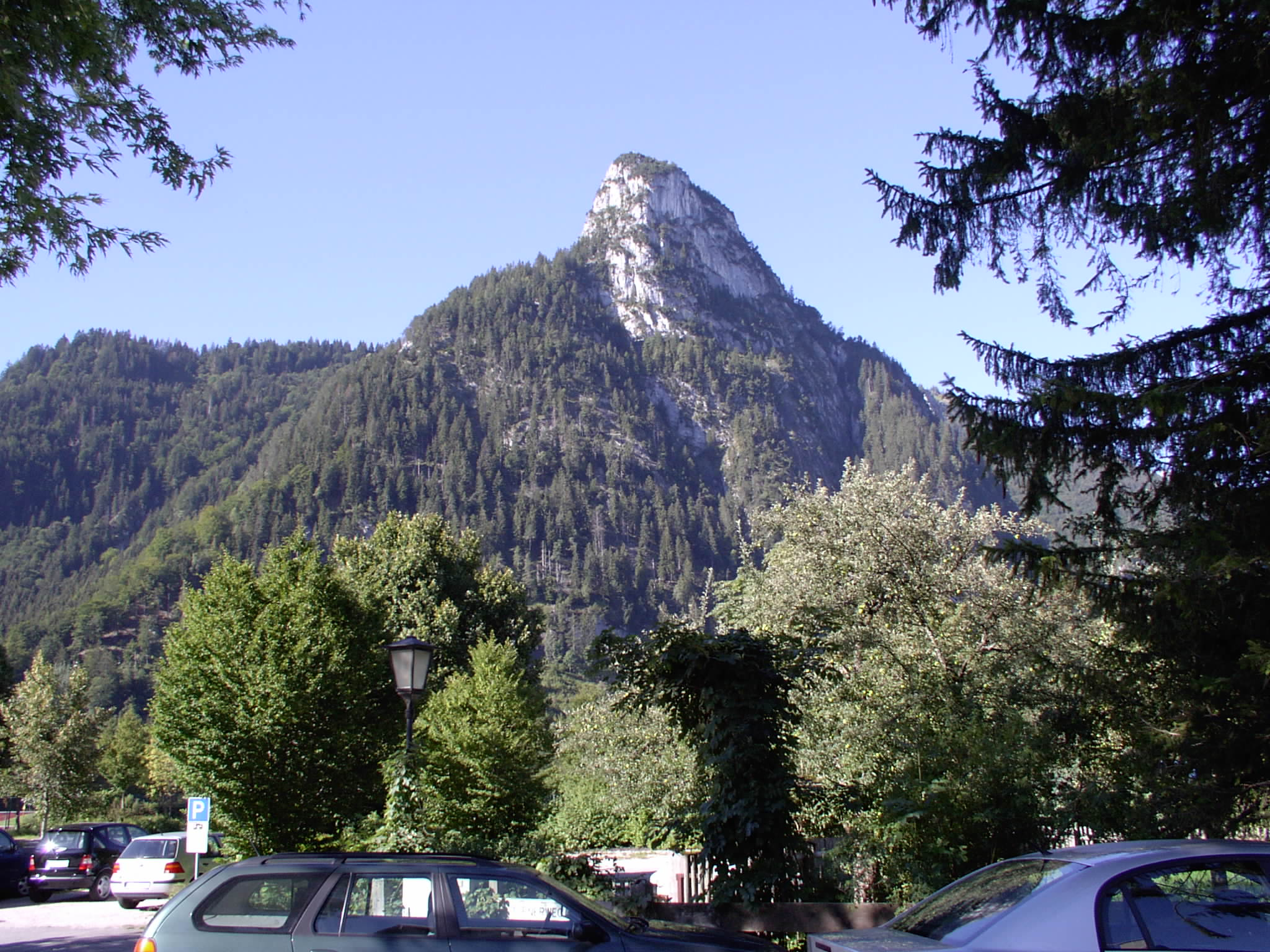
كوفل ، جبل أوبراميرغاو المميز
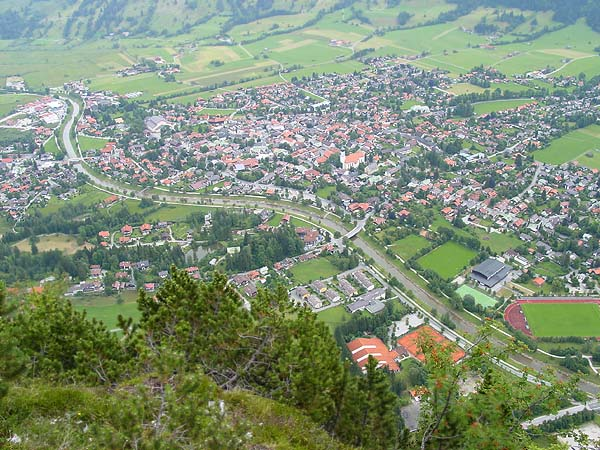
أوبراميرغاو من قمة كوفل
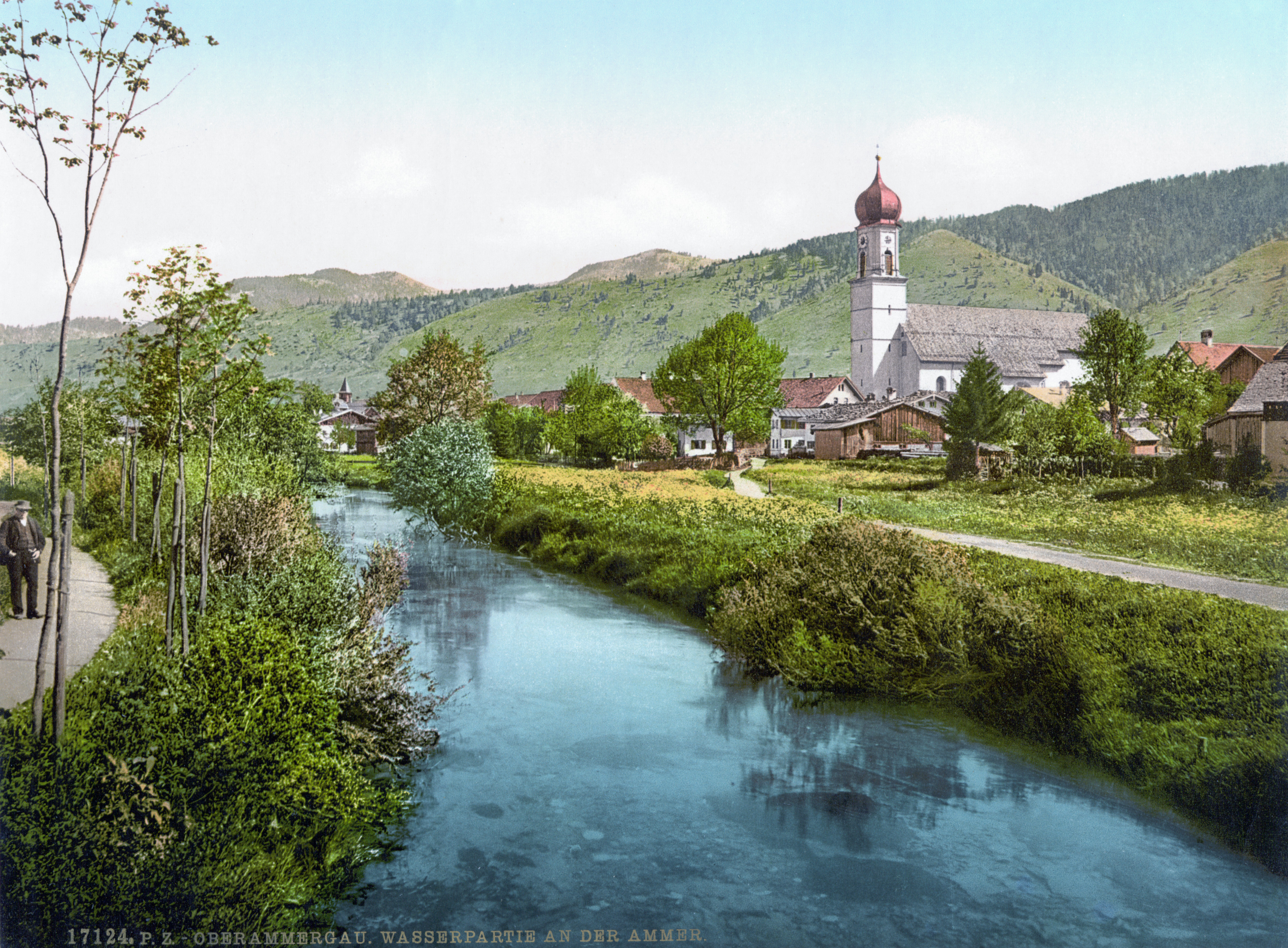
البلدة ونهر عامر عام 1900

## مشاهير
- روشوس ديدلر (1779-1822)، ملحن
- هاجر يوهانس كيرشماير (1860-1930) إلى الولايات المتحدة في عام 1880، وكان رائدًا في نحت الخشب في بوسطن بالولايات المتحدة الأمريكية
- توفي ماكسيميليان داسيو (1865–1954) رسام ونقاش ميدالية في المدينة.
- لودفيج توما (1867-1921) مؤلف وناشر ومحرر
- هاجر ألويس لانج (1872–1954) إلى الولايات المتحدة في عام 1890، وكان يعمل في حفر الخشب في شركة الجلوس الأمريكية.
- يوجين بابست (1886-1956)، ملحن
- فرانز زينو ديمير (1889–1954) رائد طيران في بافاريا،
- ماكس ستريبيل (1932-1998) سياسي CSU ، رئيس الوزراء الثامن لبافاريا
- إريك أوت (مواليد 1944) نحات ونقاش ومصمم
- غريغور بيتز (مواليد 1948) سباح سابق، شارك في الألعاب الأولمبية الصيفية لعام 1968 و 1972 ولدت في المدينة